# 20 Canada Square
Le 20 Canada Square est un bâtiment de la ville de Londres, situé dans le quartier de Canary Wharf. 
Il abrite la compagnie pétrolière britannique BP et est le siège social de l'entreprise américaine S&P Global pour le Royaume-Uni. Les deux entreprises occupent chacune six des douze étages du bâtiment. 